# Barycz (gromada w powiecie łaskim)
Barycz – dawna gromada, czyli najmniejsza jednostka podziału terytorialnego Polskiej Rzeczypospolitej Ludowej w latach 1954–1972.
Gromady, z gromadzkimi radami narodowymi (GRN) jako organami władzy najniższego stopnia na wsi, funkcjonowały od reformy reorganizującej administrację wiejską przeprowadzonej jesienią 1954 do momentu ich zniesienia z dniem 1 stycznia 1973, tym samym wypierając organizację gminną w latach 1954-1972.
Gromadę Barycz siedzibą GRN w Baryczy utworzono w powiecie łaskim w woj. łódzkim, na mocy uchwały nr 31/54 WRN w Łodzi z dnia 4 października 1954. W skład jednostki weszły obszary dotychczasowych gromad Barycz, Kolumna, Ostrów i Teodory ze zniesionej gminy Wiewiórczyn w tymże powiecie. Dla gromady ustalono 16 członków gromadzkiej rady narodowej.
1 lutego 1957 z gromady Barycz wyłączono wieś Wierzchy oraz osadę i wieś Kolumna, włączając je do gromady Kolumna Las w tymże powiecie.
Gromadę zniesiono 1 stycznia 1958, a jej obszar włączono do gromady Wiewiórczyn.